# Liste der führenden Exportländer nach Produktkategorie
Dieser Artikel enthält eine Liste der größten Exportländer nach Produktkategorien. Er enthält Informationen über die wichtigsten Exportländer für verschiedene Produktkategorien und zeigt die Marktführer in verschiedenen Märkten und gibt damit einen umfassenden Überblick über den weltweiten Warenhandel, welcher ein Volumen von 24 Billionen US-Dollar aufweist. Die einzelnen Produktkategorien beruhen auf einer Bündelung von in Art oder Produktionsweise verwandter Produkte nach dem harmonisierten System zur Bezeichnung und Codierung der Waren der Weltzollorganisation.

## Liste (Waren)
Alle Daten stammen von dem Internationalen Handelszentrum (ITC) und gelten für das Jahr 2022.
| Produktkategorie | Globale Exporte (in Millionen US$) | Rang | Land                         | Exporte (in Millionen US$) | Marktanteil |
| --- | ---------------------------------- | ---- | ---------------------------- | -------------------------- | ----------- |
| Lebende Tiere | 22.589                             | 1    | Frankreich                   | 2.537                      | 11,2 %      |
| Lebende Tiere | 22.589                             | 2    | Niederlande                  | 1.999                      | 8,8 %       |
| Lebende Tiere | 22.589                             | 3    | Kanada                       | 1.963                      | 8,7 %       |
| Lebende Tiere | 22.589                             | 4    | Deutschland                  | 1.359                      | 6,0 %       |
| Lebende Tiere | 22.589                             | 5    | Dänemark                     | 1.217                      | 5,4 %       |
| |                                    |      |                              |                            |             |
| Fleisch und verwertbare Schlachtnebenerzeugnisse | 163.731                            | 1    | Brasilien                    | 23.975                     | 14,6 %      |
| Fleisch und verwertbare Schlachtnebenerzeugnisse | 163.731                            | 2    | Vereinigte Staaten           | 23.344                     | 14,3 %      |
| Fleisch und verwertbare Schlachtnebenerzeugnisse | 163.731                            | 3    | Australien                   | 12.012                     | 7,3 %       |
| Fleisch und verwertbare Schlachtnebenerzeugnisse | 163.731                            | 4    | Niederlande                  | 11.539                     | 7,0 %       |
| Fleisch und verwertbare Schlachtnebenerzeugnisse | 163.731                            | 5    | Spanien                      | 9.911                      | 6,1 %       |
| |                                    |      |                              |                            |             |
| Fisch und Krebstiere, Mollusken und andere wirbellose Wassertiere | 146.777                            | 1    | Norwegen                     | 15.154                     | 10,3 %      |
| Fisch und Krebstiere, Mollusken und andere wirbellose Wassertiere | 146.777                            | 2    | Volksrepublik China          | 12.201                     | 8,3 %       |
| Fisch und Krebstiere, Mollusken und andere wirbellose Wassertiere | 146.777                            | 3    | Ecuador                      | 8.454                      | 5,8 %       |
| Fisch und Krebstiere, Mollusken und andere wirbellose Wassertiere | 146.777                            | 4    | Russland                     | 7.839                      | 5,3 %       |
| Fisch und Krebstiere, Mollusken und andere wirbellose Wassertiere | 146.777                            | 5    | Vietnam                      | 7.678                      | 5,2 %       |
| |                                    |      |                              |                            |             |
| Molkereierzeugnisse/Vogeleier/natürlicher Honig/essbare Waren tierischen Ursprungs | 109.621                            | 1    | Neuseeland                   | 13.360                     | 12,2 %      |
| Molkereierzeugnisse/Vogeleier/natürlicher Honig/essbare Waren tierischen Ursprungs | 109.621                            | 2    | Niederlande                  | 12.711                     | 11,6 %      |
| Molkereierzeugnisse/Vogeleier/natürlicher Honig/essbare Waren tierischen Ursprungs | 109.621                            | 3    | Deutschland                  | 12.492                     | 11,4 %      |
| Molkereierzeugnisse/Vogeleier/natürlicher Honig/essbare Waren tierischen Ursprungs | 109.621                            | 4    | Frankreich                   | 7.982                      | 7,3 %       |
| Molkereierzeugnisse/Vogeleier/natürlicher Honig/essbare Waren tierischen Ursprungs | 109.621                            | 5    | Vereinigte Staaten           | 7.871                      | 7,2 %       |
| |                                    |      |                              |                            |             |
| Sonstige tierische Produkte, nicht anderweitig genannt oder inbegriffen | 11.903                             | 1    | Volksrepublik China          | 2.033                      | 17,1 %      |
| Sonstige tierische Produkte, nicht anderweitig genannt oder inbegriffen | 11.903                             | 2    | Vereinigte Staaten           | 1.346                      | 11,3 %      |
| Sonstige tierische Produkte, nicht anderweitig genannt oder inbegriffen | 11.903                             | 3    | Deutschland                  | 1.010                      | 8,5 %       |
| Sonstige tierische Produkte, nicht anderweitig genannt oder inbegriffen | 11.903                             | 4    | Niederlande                  | 787                        | 6,6 %       |
| Sonstige tierische Produkte, nicht anderweitig genannt oder inbegriffen | 11.903                             | 5    | Brasilien                    | 699                        | 5,9 %       |
| |                                    |      |                              |                            |             |
| Lebende Bäume und andere Pflanzen; Blumenzwiebeln, Wurzeln und dergleichen; Schnittblumen und Blattwerk zu Zierzwecken | 23.895                             | 1    | Niederlande                  | 12.125                     | 50,7 %      |
| Lebende Bäume und andere Pflanzen; Blumenzwiebeln, Wurzeln und dergleichen; Schnittblumen und Blattwerk zu Zierzwecken | 23.895                             | 2    | Italien                      | 1.355                      | 5,7 %       |
| Lebende Bäume und andere Pflanzen; Blumenzwiebeln, Wurzeln und dergleichen; Schnittblumen und Blattwerk zu Zierzwecken | 23.895                             | 3    | Ecuador                      | 1.045                      | 4,4 %       |
| Lebende Bäume und andere Pflanzen; Blumenzwiebeln, Wurzeln und dergleichen; Schnittblumen und Blattwerk zu Zierzwecken | 23.895                             | 4    | Deutschland                  | 1.012                      | 4,2 %       |
| Lebende Bäume und andere Pflanzen; Blumenzwiebeln, Wurzeln und dergleichen; Schnittblumen und Blattwerk zu Zierzwecken | 23.895                             | 5    | Kanada                       | 740                        | 3,1 %       |
| |                                    |      |                              |                            |             |
| Essbares Gemüse und bestimmte Wurzeln und Pflanzenknollen | 83.055                             | 1    | Volksrepublik China          | 10.167                     | 12,2 %      |
| Essbares Gemüse und bestimmte Wurzeln und Pflanzenknollen | 83.055                             | 2    | Mexiko                       | 9.079                      | 10,9 %      |
| Essbares Gemüse und bestimmte Wurzeln und Pflanzenknollen | 83.055                             | 3    | Niederlande                  | 8.202                      | 9,9 %       |
| Essbares Gemüse und bestimmte Wurzeln und Pflanzenknollen | 83.055                             | 4    | Spanien                      | 8.164                      | 9,8 %       |
| Essbares Gemüse und bestimmte Wurzeln und Pflanzenknollen | 83.055                             | 5    | Kanada                       | 6.156                      | 7,4 %       |
| |                                    |      |                              |                            |             |
| Essbare Früchte/Nüsse/Zitrusfrüchte/Melonen | 136.183                            | 1    | Vereinigte Staaten           | 14.756                     | 10,8 %      |
| Essbare Früchte/Nüsse/Zitrusfrüchte/Melonen | 136.183                            | 2    | Spanien                      | 10.190                     | 7,5 %       |
| Essbare Früchte/Nüsse/Zitrusfrüchte/Melonen | 136.183                            | 3    | Chile                        | 9.216                      | 6,8 %       |
| Essbare Früchte/Nüsse/Zitrusfrüchte/Melonen | 136.183                            | 4    | Niederlande                  | 7.391                      | 5,9 %       |
| Essbare Früchte/Nüsse/Zitrusfrüchte/Melonen | 136.183                            | 5    | Thailand                     | 5.662                      | 5,4 %       |
| |                                    |      |                              |                            |             |
| Kaffee, Tee, Maté und Gewürze | 67.123                             | 1    | Brasilien                    | 9.003                      | 13,4 %      |
| Kaffee, Tee, Maté und Gewürze | 67.123                             | 2    | Vietnam                      | 4.695                      | 7,0 %       |
| Kaffee, Tee, Maté und Gewürze | 67.123                             | 3    | Kolumbien                    | 4.107                      | 6,1 %       |
| Kaffee, Tee, Maté und Gewürze | 67.123                             | 4    | Indien                       | 4.018                      | 6,0 %       |
| Kaffee, Tee, Maté und Gewürze | 67.123                             | 5    | Deutschland                  | 3.967                      | 5,9 %       |
| |                                    |      |                              |                            |             |
| Getreide | 174.886                            | 1    | Vereinigte Staaten           | 31.579                     | 18,1 %      |
| Getreide | 174.886                            | 2    | Indien                       | 14.088                     | 8,1 %       |
| Getreide | 174.886                            | 3    | Brasilien                    | 13.897                     | 7,9 %       |
| Getreide | 174.886                            | 4    | Australien                   | 13.795                     | 7,9 %       |
| Getreide | 174.886                            | 5    | Argentinien                  | 13.111                     | 7,5 %       |
| |                                    |      |                              |                            |             |
| Erzeugnisse der Mühlenindustrie / Malz / Stärke / Inulin / Weizengluten | 27.258                             | 1    | Deutschland                  | 2.224                      | 8,2 %       |
| Erzeugnisse der Mühlenindustrie / Malz / Stärke / Inulin / Weizengluten | 27.258                             | 2    | Thailand                     | 2.027                      | 7,4 %       |
| Erzeugnisse der Mühlenindustrie / Malz / Stärke / Inulin / Weizengluten | 27.258                             | 3    | Türkei                       | 1.902                      | 7,0 %       |
| Erzeugnisse der Mühlenindustrie / Malz / Stärke / Inulin / Weizengluten | 27.258                             | 4    | Belgien                      | 1.645                      | 6,0 %       |
| Erzeugnisse der Mühlenindustrie / Malz / Stärke / Inulin / Weizengluten | 27.258                             | 5    | Kanada                       | 1.421                      | 5,2 %       |
| |                                    |      |                              |                            |             |
| Ölsamen und ölhaltige Früchte / verschiedene Körner und Samen / Pflanzen zum Gewerbe- oder Heilgebrauch / Stroh und Futtermittel | 151.762                            | 1    | Brasilien                    | 47.171                     | 31,1 %      |
| Ölsamen und ölhaltige Früchte / verschiedene Körner und Samen / Pflanzen zum Gewerbe- oder Heilgebrauch / Stroh und Futtermittel | 151.762                            | 2    | Vereinigte Staaten           | 40.195                     | 26,5 %      |
| Ölsamen und ölhaltige Früchte / verschiedene Körner und Samen / Pflanzen zum Gewerbe- oder Heilgebrauch / Stroh und Futtermittel | 151.762                            | 3    | Kanada                       | 8.147                      | 5,4 %       |
| Ölsamen und ölhaltige Früchte / verschiedene Körner und Samen / Pflanzen zum Gewerbe- oder Heilgebrauch / Stroh und Futtermittel | 151.762                            | 4    | Australien                   | 6.070                      | 4,0 %       |
| Ölsamen und ölhaltige Früchte / verschiedene Körner und Samen / Pflanzen zum Gewerbe- oder Heilgebrauch / Stroh und Futtermittel | 151.762                            | 5    | Niederlande                  | 4.151                      | 2,7 %       |
| |                                    |      |                              |                            |             |
| Gummilack; Gummi arabicum, Harze und andere Pflanzensäfte | 11.095                             | 1    | Volksrepublik China          | 2.766                      | 24,9 %      |
| Gummilack; Gummi arabicum, Harze und andere Pflanzensäfte | 11.095                             | 2    | Indien                       | 1.087                      | 9,8 %       |
| Gummilack; Gummi arabicum, Harze und andere Pflanzensäfte | 11.095                             | 3    | Spanien                      | 935                        | 8,4 %       |
| Gummilack; Gummi arabicum, Harze und andere Pflanzensäfte | 11.095                             | 4    | Frankreich                   | 762                        | 6,9 %       |
| Gummilack; Gummi arabicum, Harze und andere Pflanzensäfte | 11.095                             | 5    | Vereinigte Staaten           | 694                        | 6,3 %       |
| |                                    |      |                              |                            |             |
| Pflanzliche Flechtstoffe / pflanzliche Erzeugnisse, nicht anderweit genannt noch inbegriffen | 1.647                              | 1    | Indonesien                   | 496                        | 30,1 %      |
| Pflanzliche Flechtstoffe / pflanzliche Erzeugnisse, nicht anderweit genannt noch inbegriffen | 1.647                              | 2    | Volksrepublik China          | 262                        | 15,9 %      |
| Pflanzliche Flechtstoffe / pflanzliche Erzeugnisse, nicht anderweit genannt noch inbegriffen | 1.647                              | 3    | Malaysia                     | 128                        | 7,7 %       |
| Pflanzliche Flechtstoffe / pflanzliche Erzeugnisse, nicht anderweit genannt noch inbegriffen | 1.647                              | 4    | Mexiko                       | 72                         | 4,4 %       |
| Pflanzliche Flechtstoffe / pflanzliche Erzeugnisse, nicht anderweit genannt noch inbegriffen | 1.647                              | 5    | Niederlande                  | 58                         | 3,5 %       |
| |                                    |      |                              |                            |             |
| Tierische, pflanzliche oder mikrobielle Fette und Öle und ihre Spaltprodukte / verwertbare verarbeitete Fette / tierische und pflanzliche Wachse | 172.468                            | 1    | Indonesien                   | 35.204                     | 20,4 %      |
| Tierische, pflanzliche oder mikrobielle Fette und Öle und ihre Spaltprodukte / verwertbare verarbeitete Fette / tierische und pflanzliche Wachse | 172.468                            | 2    | Malaysia                     | 23.665                     | 13,7 %      |
| Tierische, pflanzliche oder mikrobielle Fette und Öle und ihre Spaltprodukte / verwertbare verarbeitete Fette / tierische und pflanzliche Wachse | 172.468                            | 3    | Niederlande                  | 8.399                      | 4,9 %       |
| Tierische, pflanzliche oder mikrobielle Fette und Öle und ihre Spaltprodukte / verwertbare verarbeitete Fette / tierische und pflanzliche Wachse | 172.468                            | 4    | Spanien                      | 7.568                      | 4,4 %       |
| Tierische, pflanzliche oder mikrobielle Fette und Öle und ihre Spaltprodukte / verwertbare verarbeitete Fette / tierische und pflanzliche Wachse | 172.468                            | 5    | Kanada                       | 6.305                      | 3,7 %       |
| |                                    |      |                              |                            |             |
| Zubereitete Produkte von Fleisch, Fischen, Krebstieren, Weichtieren oder anderen wirbellosen Wassertieren oder von Insekten | 58.834                             | 1    | Volksrepublik China          | 11.664                     | 19,8 %      |
| Zubereitete Produkte von Fleisch, Fischen, Krebstieren, Weichtieren oder anderen wirbellosen Wassertieren oder von Insekten | 58.834                             | 2    | Thailand                     | 6.902                      | 11,7 %      |
| Zubereitete Produkte von Fleisch, Fischen, Krebstieren, Weichtieren oder anderen wirbellosen Wassertieren oder von Insekten | 58.834                             | 3    | Vietnam                      | 2.890                      | 4,9 %       |
| Zubereitete Produkte von Fleisch, Fischen, Krebstieren, Weichtieren oder anderen wirbellosen Wassertieren oder von Insekten | 58.834                             | 4    | Polen                        | 2.804                      | 4,8 %       |
| Zubereitete Produkte von Fleisch, Fischen, Krebstieren, Weichtieren oder anderen wirbellosen Wassertieren oder von Insekten | 58.834                             | 5    | Deutschland                  | 2.738                      | 4,7 %       |
| |                                    |      |                              |                            |             |
| Zucker und Zuckersüßwaren | 56.614                             | 1    | Brasilien                    | 11.240                     | 19,9 %      |
| Zucker und Zuckersüßwaren | 56.614                             | 2    | Indien                       | 6.327                      | 11,2 %      |
| Zucker und Zuckersüßwaren | 56.614                             | 3    | Thailand                     | 3.733                      | 6,6 %       |
| Zucker und Zuckersüßwaren | 56.614                             | 4    | Deutschland                  | 3.479                      | 6,1 %       |
| Zucker und Zuckersüßwaren | 56.614                             | 5    | Volksrepublik China          | 2.565                      | 4,5 %       |
| |                                    |      |                              |                            |             |
| Kakao und Kakaoprodukte | 54.399                             | 1    | Deutschland                  | 6.554                      | 12,0 %      |
| Kakao und Kakaoprodukte | 54.399                             | 2    | Niederlande                  | 5.303                      | 9,7 %       |
| Kakao und Kakaoprodukte | 54.399                             | 3    | Elfenbeinküste               | 4.959                      | 9,1 %       |
| Kakao und Kakaoprodukte | 54.399                             | 4    | Belgien                      | 4.081                      | 7,5 %       |
| Kakao und Kakaoprodukte | 54.399                             | 5    | Italien                      | 2.756                      | 5,1 %       |
| |                                    |      |                              |                            |             |
| Zubereitete Produkte aus Getreide, Mehl, Stärke oder Milch/Konditoreierzeugnisse | 96.869                             | 1    | Deutschland                  | 8.842                      | 9,1 %       |
| Zubereitete Produkte aus Getreide, Mehl, Stärke oder Milch/Konditoreierzeugnisse | 96.869                             | 2    | Italien                      | 8.787                      | 9,1 %       |
| Zubereitete Produkte aus Getreide, Mehl, Stärke oder Milch/Konditoreierzeugnisse | 96.869                             | 3    | Niederlande                  | 7.010                      | 7,2 %       |
| Zubereitete Produkte aus Getreide, Mehl, Stärke oder Milch/Konditoreierzeugnisse | 96.869                             | 4    | Kanada                       | 6.210                      | 6,4 %       |
| Zubereitete Produkte aus Getreide, Mehl, Stärke oder Milch/Konditoreierzeugnisse | 96.869                             | 5    | Frankreich                   | 6.062                      | 6,3 %       |
| |                                    |      |                              |                            |             |
| Zubereitete Produkte aus Gemüse, Früchten, Nüssen oder anderen Pflanzenerzeugnissen | 77.193                             | 1    | Volksrepublik China          | 9.969                      | 12,9 %      |
| Zubereitete Produkte aus Gemüse, Früchten, Nüssen oder anderen Pflanzenerzeugnissen | 77.193                             | 2    | Niederlande                  | 6.626                      | 8,6 %       |
| Zubereitete Produkte aus Gemüse, Früchten, Nüssen oder anderen Pflanzenerzeugnissen | 77.193                             | 3    | Belgien                      | 5.531                      | 7,2 %       |
| Zubereitete Produkte aus Gemüse, Früchten, Nüssen oder anderen Pflanzenerzeugnissen | 77.193                             | 4    | Italien                      | 5.446                      | 7,1 %       |
| Zubereitete Produkte aus Gemüse, Früchten, Nüssen oder anderen Pflanzenerzeugnissen | 77.193                             | 5    | Vereinigte Staaten           | 5.385                      | 7,0 %       |
| |                                    |      |                              |                            |             |
| Sonstige Lebensmittel | 100.859                            | 1    | Vereinigte Staaten           | 11.158                     | 11,1 %      |
| Sonstige Lebensmittel | 100.859                            | 2    | Deutschland                  | 8.679                      | 8,6 %       |
| Sonstige Lebensmittel | 100.859                            | 3    | Singapur                     | 7.084                      | 7,0 %       |
| Sonstige Lebensmittel | 100.859                            | 4    | Niederlande                  | 6.449                      | 6,5 %       |
| Sonstige Lebensmittel | 100.859                            | 5    | Volksrepublik China          | 6.450                      | 6,4 %       |
| |                                    |      |                              |                            |             |
| Getränke, Spirituosen und Essig | 147.630                            | 1    | Frankreich                   | 22.144                     | 15,0 %      |
| Getränke, Spirituosen und Essig | 147.630                            | 2    | Italien                      | 13.567                     | 9,2 %       |
| Getränke, Spirituosen und Essig | 147.630                            | 3    | Mexiko                       | 11.647                     | 7,9 %       |
| Getränke, Spirituosen und Essig | 147.630                            | 4    | Vereinigtes Königreich       | 11.608                     | 7,9 %       |
| Getränke, Spirituosen und Essig | 147.630                            | 5    | Vereinigte Staaten           | 10.143                     | 6,9 %       |
| |                                    |      |                              |                            |             |
| Rückstände und Abfälle aus der Lebensmittelindustrie / aufbereitetes Tierfutter | 105.787                            | 1    | Vereinigte Staaten           | 14.756                     | 13,9 %      |
| Rückstände und Abfälle aus der Lebensmittelindustrie / aufbereitetes Tierfutter | 105.787                            | 2    | Brasilien                    | 11.150                     | 10,5 %      |
| Rückstände und Abfälle aus der Lebensmittelindustrie / aufbereitetes Tierfutter | 105.787                            | 3    | Argentinien                  | 7.738                      | 7,3 %       |
| Rückstände und Abfälle aus der Lebensmittelindustrie / aufbereitetes Tierfutter | 105.787                            | 4    | Niederlande                  | 6.915                      | 6,5 %       |
| Rückstände und Abfälle aus der Lebensmittelindustrie / aufbereitetes Tierfutter | 105.787                            | 5    | Deutschland                  | 6.900                      | 6,5 %       |
| |                                    |      |                              |                            |             |
| Tabak und verarbeitete Tabakersatzstoffe/Erzeugnisse, auch nikotinhaltig, zum Inhalieren / andere nikotinhaltige Erzeugnisse, die zur Aufnahme von Nikotin in den menschlichen Körper bestimmt sind | 38.703                             | 1    | Polen                        | 4.441                      | 11,5 %      |
| Tabak und verarbeitete Tabakersatzstoffe/Erzeugnisse, auch nikotinhaltig, zum Inhalieren / andere nikotinhaltige Erzeugnisse, die zur Aufnahme von Nikotin in den menschlichen Körper bestimmt sind | 38.703                             | 2    | Deutschland                  | 2.850                      | 7,4 %       |
| Tabak und verarbeitete Tabakersatzstoffe/Erzeugnisse, auch nikotinhaltig, zum Inhalieren / andere nikotinhaltige Erzeugnisse, die zur Aufnahme von Nikotin in den menschlichen Körper bestimmt sind | 38.703                             | 3    | Brasilien                    | 2.452                      | 6,3 %       |
| Tabak und verarbeitete Tabakersatzstoffe/Erzeugnisse, auch nikotinhaltig, zum Inhalieren / andere nikotinhaltige Erzeugnisse, die zur Aufnahme von Nikotin in den menschlichen Körper bestimmt sind | 38.703                             | 4    | Italien                      | 2.327                      | 6,0 %       |
| Tabak und verarbeitete Tabakersatzstoffe/Erzeugnisse, auch nikotinhaltig, zum Inhalieren / andere nikotinhaltige Erzeugnisse, die zur Aufnahme von Nikotin in den menschlichen Körper bestimmt sind | 38.703                             | 5    | Belgien                      | 1.627                      | 4,2 %       |
| |                                    |      |                              |                            |             |
| Salze / Schwefel / Erden und Steine / Putzmittel / Kalkstein und Zement | 68.282                             | 1    | Australien                   | 8.607                      | 12,4 %      |
| Salze / Schwefel / Erden und Steine / Putzmittel / Kalkstein und Zement | 68.282                             | 2    | Volksrepublik China          | 4.301                      | 6,3 %       |
| Salze / Schwefel / Erden und Steine / Putzmittel / Kalkstein und Zement | 68.282                             | 3    | Türkei                       | 3.820                      | 5,6 %       |
| Salze / Schwefel / Erden und Steine / Putzmittel / Kalkstein und Zement | 68.282                             | 4    | Vereinigte Staaten           | 3.306                      | 4,8 %       |
| Salze / Schwefel / Erden und Steine / Putzmittel / Kalkstein und Zement | 68.282                             | 5    | Vereinigte Arabische Emirate | 3.299                      | 4,8 %       |
| |                                    |      |                              |                            |             |
| Erze, Schlacke und Asche | 322.211                            | 1    | Australien                   | 99.124                     | 30,8 %      |
| Erze, Schlacke und Asche | 322.211                            | 2    | Brasilien                    | 32.419                     | 10,1 %      |
| Erze, Schlacke und Asche | 322.211                            | 3    | Chile                        | 27.248                     | 8,5 %       |
| Erze, Schlacke und Asche | 322.211                            | 4    | Peru                         | 19.156                     | 5,9 %       |
| Erze, Schlacke und Asche | 322.211                            | 5    | Südafrika                    | 16.296                     | 5,1 %       |
| |                                    |      |                              |                            |             |
| Fossile Brennstoffe (u. a. Kohle und Erdöl), Mineralöle und Erzeugnisse ihrer Destillation; bituminöse Stoffe; Mineralwachse | 3.988.389                          | 1    | Vereinigte Staaten           | 378.564                    | 9,5 %       |
| Fossile Brennstoffe (u. a. Kohle und Erdöl), Mineralöle und Erzeugnisse ihrer Destillation; bituminöse Stoffe; Mineralwachse | 3.988.389                          | 2    | Russland                     | 356.474                    | 8,9 %       |
| Fossile Brennstoffe (u. a. Kohle und Erdöl), Mineralöle und Erzeugnisse ihrer Destillation; bituminöse Stoffe; Mineralwachse | 3.988.389                          | 3    | Saudi-Arabien                | 314.456                    | 7,9 %       |
| Fossile Brennstoffe (u. a. Kohle und Erdöl), Mineralöle und Erzeugnisse ihrer Destillation; bituminöse Stoffe; Mineralwachse | 3.988.389                          | 4    | Norwegen                     | 214.237                    | 5,4 %       |
| Fossile Brennstoffe (u. a. Kohle und Erdöl), Mineralöle und Erzeugnisse ihrer Destillation; bituminöse Stoffe; Mineralwachse | 3.988.389                          | 5    | Vereinigte Arabische Emirate | 213.133                    | 5,3 %       |
| |                                    |      |                              |                            |             |
| Anorganische Chemikalien; organische oder anorganische Verbindungen von Edelmetallen, von Seltenerdmetallen, von radioaktiven Elementen oder von Isotopen | 227.188                            | 1    | Volksrepublik China          | 39.407                     | 17,3 %      |
| Anorganische Chemikalien; organische oder anorganische Verbindungen von Edelmetallen, von Seltenerdmetallen, von radioaktiven Elementen oder von Isotopen | 227.188                            | 2    | Vereinigte Staaten           | 16.837                     | 7,4 %       |
| Anorganische Chemikalien; organische oder anorganische Verbindungen von Edelmetallen, von Seltenerdmetallen, von radioaktiven Elementen oder von Isotopen | 227.188                            | 3    | Südkorea                     | 15.643                     | 6,8 %       |
| Anorganische Chemikalien; organische oder anorganische Verbindungen von Edelmetallen, von Seltenerdmetallen, von radioaktiven Elementen oder von Isotopen | 227.188                            | 4    | Deutschland                  | 15.194                     | 6,7 %       |
| Anorganische Chemikalien; organische oder anorganische Verbindungen von Edelmetallen, von Seltenerdmetallen, von radioaktiven Elementen oder von Isotopen | 227.188                            | 5    | Japan                        | 10.416                     | 4,6 %       |
| |                                    |      |                              |                            |             |
| Organische Chemikalien | 537.854                            | 1    | Volksrepublik China          | 101.887                    | 18,9 %      |
| Organische Chemikalien | 537.854                            | 2    | Vereinigte Staaten           | 51.063                     | 9,5 %       |
| Organische Chemikalien | 537.854                            | 3    | Irland                       | 46.369                     | 8,6 %       |
| Organische Chemikalien | 537.854                            | 4    | Deutschland                  | 34.089                     | 6,3 %       |
| Organische Chemikalien | 537.854                            | 5    | Belgien                      | 31.803                     | 5,9 %       |
| |                                    |      |                              |                            |             |
| Pharmazeutische Produkte | 875.345                            | 1    | Deutschland                  | 129.185                    | 14,8 %      |
| Pharmazeutische Produkte | 875.345                            | 2    | Belgien                      | 104.248                    | 11,9 %      |
| Pharmazeutische Produkte | 875.345                            | 3    | Schweiz                      | 98.363                     | 11,2 %      |
| Pharmazeutische Produkte | 875.345                            | 4    | Vereinigte Staaten           | 91.724                     | 10,5 %      |
| Pharmazeutische Produkte | 875.345                            | 5    | Irland                       | 75.569                     | 10,5 %      |
| |                                    |      |                              |                            |             |
| Düngemittel | 13.192                             | 1    | Russland                     | 20.649                     | 15,5 %      |
| Düngemittel | 13.192                             | 2    | Kanada                       | 13.728                     | 10,3 %      |
| Düngemittel | 13.192                             | 3    | Volksrepublik China          | 11.380                     | 8,5 %       |
| Düngemittel | 13.192                             | 4    | Vereinigte Staaten           | 8.472                      | 6,4 %       |
| Düngemittel | 13.192                             | 5    | Marokko                      | 7.715                      | 5,8 %       |
| |                                    |      |                              |                            |             |
| Gerb- und Farbstoffe/Tannine und ihre Derivate/Pigmente und andere Farbmittel/Anstrichfarben und Lacke/Kitt und andere Mastix/Druckfarben | 90.788                             | 1    | Deutschland                  | 13.122                     | 14,5 %      |
| Gerb- und Farbstoffe/Tannine und ihre Derivate/Pigmente und andere Farbmittel/Anstrichfarben und Lacke/Kitt und andere Mastix/Druckfarben | 90.788                             | 2    | Volksrepublik China          | 10.522                     | 11,6 %      |
| Gerb- und Farbstoffe/Tannine und ihre Derivate/Pigmente und andere Farbmittel/Anstrichfarben und Lacke/Kitt und andere Mastix/Druckfarben | 90.788                             | 3    | Vereinigte Staaten           | 8.643                      | 9,5 %       |
| Gerb- und Farbstoffe/Tannine und ihre Derivate/Pigmente und andere Farbmittel/Anstrichfarben und Lacke/Kitt und andere Mastix/Druckfarben | 90.788                             | 4    | Niederlande                  | 4.986                      | 5,5 %       |
| Gerb- und Farbstoffe/Tannine und ihre Derivate/Pigmente und andere Farbmittel/Anstrichfarben und Lacke/Kitt und andere Mastix/Druckfarben | 90.788                             | 5    | Belgien                      | 4.716                      | 5,2 %       |
| |                                    |      |                              |                            |             |
| Ätherische Öle und Resinoide / zubereitete Parfüme, Körperpflege- und Kosmetikmittel | 164.825                            | 1    | Frankreich                   | 22.921                     | 13,9 %      |
| Ätherische Öle und Resinoide / zubereitete Parfüme, Körperpflege- und Kosmetikmittel | 164.825                            | 2    | Vereinigte Staaten           | 14.250                     | 8,6 %       |
| Ätherische Öle und Resinoide / zubereitete Parfüme, Körperpflege- und Kosmetikmittel | 164.825                            | 3    | Deutschland                  | 12.020                     | 7,3 %       |
| Ätherische Öle und Resinoide / zubereitete Parfüme, Körperpflege- und Kosmetikmittel | 164.825                            | 4    | Irland                       | 10.480                     | 6,4 %       |
| Ätherische Öle und Resinoide / zubereitete Parfüme, Körperpflege- und Kosmetikmittel | 164.825                            | 5    | Singapur                     | 10.216                     | 6,2 %       |
| |                                    |      |                              |                            |             |
| Seifen, organische grenzflächenaktive Stoffe, zubereitete Waschmittel, zubereitete Schmiermittel, künstliche Wachse, zubereitete Wachse, Polier- oder Scheuerpulver, Kerzen und ähnliche Erzeugnisse, Modelliermassen, „Dentalwachs“ und Zubereitungen für zahnärztliche Zwecke auf der Grundlage von Gips | 77.254                             | 1    | Deutschland                  | 9.614                      | 12,4 %      |
| Seifen, organische grenzflächenaktive Stoffe, zubereitete Waschmittel, zubereitete Schmiermittel, künstliche Wachse, zubereitete Wachse, Polier- oder Scheuerpulver, Kerzen und ähnliche Erzeugnisse, Modelliermassen, „Dentalwachs“ und Zubereitungen für zahnärztliche Zwecke auf der Grundlage von Gips | 77.254                             | 2    | Vereinigte Staaten           | 8.441                      | 10,9 %      |
| Seifen, organische grenzflächenaktive Stoffe, zubereitete Waschmittel, zubereitete Schmiermittel, künstliche Wachse, zubereitete Wachse, Polier- oder Scheuerpulver, Kerzen und ähnliche Erzeugnisse, Modelliermassen, „Dentalwachs“ und Zubereitungen für zahnärztliche Zwecke auf der Grundlage von Gips | 77.254                             | 3    | Volksrepublik China          | 7.107                      | 9,2 %       |
| Seifen, organische grenzflächenaktive Stoffe, zubereitete Waschmittel, zubereitete Schmiermittel, künstliche Wachse, zubereitete Wachse, Polier- oder Scheuerpulver, Kerzen und ähnliche Erzeugnisse, Modelliermassen, „Dentalwachs“ und Zubereitungen für zahnärztliche Zwecke auf der Grundlage von Gips | 77.254                             | 4    | Belgien                      | 4.550                      | 5,9 %       |
| Seifen, organische grenzflächenaktive Stoffe, zubereitete Waschmittel, zubereitete Schmiermittel, künstliche Wachse, zubereitete Wachse, Polier- oder Scheuerpulver, Kerzen und ähnliche Erzeugnisse, Modelliermassen, „Dentalwachs“ und Zubereitungen für zahnärztliche Zwecke auf der Grundlage von Gips | 77.254                             | 5    | Frankreich                   | 4.062                      | 5,3 %       |
| |                                    |      |                              |                            |             |
| Eiweißstoffe/modifizierte Stärke/Leime/Enzyme | 42.619                             | 1    | Vereinigte Staaten           | 5.203                      | 12,2 %      |
| Eiweißstoffe/modifizierte Stärke/Leime/Enzyme | 42.619                             | 2    | Deutschland                  | 5.038                      | 11,8 %      |
| Eiweißstoffe/modifizierte Stärke/Leime/Enzyme | 42.619                             | 3    | Volksrepublik China          | 4.888                      | 11,5 %      |
| Eiweißstoffe/modifizierte Stärke/Leime/Enzyme | 42.619                             | 4    | Niederlande                  | 3.649                      | 8,6 %       |
| Eiweißstoffe/modifizierte Stärke/Leime/Enzyme | 42.619                             | 5    | Dänemark                     | 2.553                      | 6,0 %       |
| |                                    |      |                              |                            |             |
| Explosivstoffe / pyrotechnische Erzeugnisse / Zündhölzer / pyrophore Legierungen / bestimmte brennbare Erzeugnisse | 5.324                              | 1    | Volksrepublik China          | 1.229                      | 23,1 %      |
| Explosivstoffe / pyrotechnische Erzeugnisse / Zündhölzer / pyrophore Legierungen / bestimmte brennbare Erzeugnisse | 5.324                              | 2    | Vereinigte Staaten           | 751                        | 14,1 %      |
| Explosivstoffe / pyrotechnische Erzeugnisse / Zündhölzer / pyrophore Legierungen / bestimmte brennbare Erzeugnisse | 5.324                              | 3    | Frankreich                   | 357                        | 6,7 %       |
| Explosivstoffe / pyrotechnische Erzeugnisse / Zündhölzer / pyrophore Legierungen / bestimmte brennbare Erzeugnisse | 5.324                              | 4    | Tschechien                   | 294                        | 5,5 %       |
| Explosivstoffe / pyrotechnische Erzeugnisse / Zündhölzer / pyrophore Legierungen / bestimmte brennbare Erzeugnisse | 5.324                              | 5    | Deutschland                  | 270                        | 5,1 %       |
| |                                    |      |                              |                            |             |
| Fotografische oder kinematografische Waren | 15.171                             | 1    | Japan                        | 5.129                      | 33,8 %      |
| Fotografische oder kinematografische Waren | 15.171                             | 2    | Vereinigte Staaten           | 2.195                      | 14,5 %      |
| Fotografische oder kinematografische Waren | 15.171                             | 3    | Volksrepublik China          | 1.429                      | 9,4 %       |
| Fotografische oder kinematografische Waren | 15.171                             | 4    | Deutschland                  | 1.158                      | 7,6 %       |
| Fotografische oder kinematografische Waren | 15.171                             | 5    | Südkorea                     | 1.121                      | 7,4 %       |
| |                                    |      |                              |                            |             |
| Sonstige chemische Erzeugnisse | 297.436                            | 1    | Volksrepublik China          | 45.205                     | 15,2 %      |
| Sonstige chemische Erzeugnisse | 297.436                            | 2    | Vereinigte Staaten           | 32.960                     | 11,1 %      |
| Sonstige chemische Erzeugnisse | 297.436                            | 3    | Deutschland                  | 29.632                     | 10,0 %      |
| Sonstige chemische Erzeugnisse | 297.436                            | 4    | Niederlande                  | 22.454                     | 7,5 %       |
| Sonstige chemische Erzeugnisse | 297.436                            | 5    | Belgien                      | 15.141                     | 5,1 %       |
| |                                    |      |                              |                            |             |
| Plastik und darauf beruhende Erzeugnisse | 815.554                            | 1    | Volksrepublik China          | 143.529                    | 17,6 %      |
| Plastik und darauf beruhende Erzeugnisse | 815.554                            | 2    | Vereinigte Staaten           | 83.283                     | 10,2 %      |
| Plastik und darauf beruhende Erzeugnisse | 815.554                            | 3    | Deutschland                  | 73.910                     | 9,1 %       |
| Plastik und darauf beruhende Erzeugnisse | 815.554                            | 4    | Südkorea                     | 41.158                     | 5,0 %       |
| Plastik und darauf beruhende Erzeugnisse | 815.554                            | 5    | Belgien                      | 39.318                     | 4,8 %       |
| |                                    |      |                              |                            |             |
| Kautschuk und darauf beruhende Erzeugnisse | 218.588                            | 1    | Volksrepublik China          | 31.473                     | 14,4 %      |
| Kautschuk und darauf beruhende Erzeugnisse | 218.588                            | 2    | Thailand                     | 18.824                     | 8,6 %       |
| Kautschuk und darauf beruhende Erzeugnisse | 218.588                            | 3    | Deutschland                  | 17.269                     | 7,9 %       |
| Kautschuk und darauf beruhende Erzeugnisse | 218.588                            | 4    | Vereinigte Staaten           | 14.657                     | 6,7 %       |
| Kautschuk und darauf beruhende Erzeugnisse | 218.588                            | 5    | Japan                        | 10.712                     | 4,9 %       |
| |                                    |      |                              |                            |             |
| Rohe Häute und Felle (außer Pelze) und Leder | 17.982                             | 1    | Italien                      | 3.628                      | 20,2 %      |
| Rohe Häute und Felle (außer Pelze) und Leder | 17.982                             | 2    | Vereinigte Staaten           | 1.762                      | 9,8 %       |
| Rohe Häute und Felle (außer Pelze) und Leder | 17.982                             | 3    | Brasilien                    | 1.219                      | 6,8 %       |
| Rohe Häute und Felle (außer Pelze) und Leder | 17.982                             | 4    | Volksrepublik China          | 979                        | 5,4 %       |
| Rohe Häute und Felle (außer Pelze) und Leder | 17.982                             | 5    | Spanien                      | 687                        | 3,8 %       |
| |                                    |      |                              |                            |             |
| Lederwaren / Sattlerwaren / Ledergeschirr, Handtaschen und ähnliche Behältnisse / Waren aus Därmen | 103.181                            | 1    | Volksrepublik China          | 38.713                     | 37,5 %      |
| Lederwaren / Sattlerwaren / Ledergeschirr, Handtaschen und ähnliche Behältnisse / Waren aus Därmen | 103.181                            | 2    | Italien                      | 13.391                     | 13,0 %      |
| Lederwaren / Sattlerwaren / Ledergeschirr, Handtaschen und ähnliche Behältnisse / Waren aus Därmen | 103.181                            | 3    | Frankreich                   | 12.816                     | 12,4 %      |
| Lederwaren / Sattlerwaren / Ledergeschirr, Handtaschen und ähnliche Behältnisse / Waren aus Därmen | 103.181                            | 4    | Vietnam                      | 5.278                      | 5,1 %       |
| Lederwaren / Sattlerwaren / Ledergeschirr, Handtaschen und ähnliche Behältnisse / Waren aus Därmen | 103.181                            | 5    | Hongkong                     | 3.017                      | 2,9 %       |
| |                                    |      |                              |                            |             |
| Pelzfelle und künstliche Pelze / Produkte aus Pelzfellen | 4.420                              | 1    | Volksrepublik China          | 2.048                      | 46,3 %      |
| Pelzfelle und künstliche Pelze / Produkte aus Pelzfellen | 4.420                              | 2    | Italien                      | 447                        | 10,1 %      |
| Pelzfelle und künstliche Pelze / Produkte aus Pelzfellen | 4.420                              | 3    | Finnland                     | 249                        | 5,6 %       |
| Pelzfelle und künstliche Pelze / Produkte aus Pelzfellen | 4.420                              | 4    | Türkei                       | 163                        | 3,7 %       |
| Pelzfelle und künstliche Pelze / Produkte aus Pelzfellen | 4.420                              | 5    | Kambodscha                   | 163                        | 3,7 %       |
| |                                    |      |                              |                            |             |
| Holz und Holzwaren/Holzkohle | 183.202                            | 1    | Kanada                       | 19.747                     | 10,8 %      |
| Holz und Holzwaren/Holzkohle | 183.202                            | 2    | Volksrepublik China          | 18.277                     | 10,0 %      |
| Holz und Holzwaren/Holzkohle | 183.202                            | 3    | Deutschland                  | 12.847                     | 7,0 %       |
| Holz und Holzwaren/Holzkohle | 183.202                            | 4    | Vereinigte Staaten           | 10.439                     | 5,7 %       |
| Holz und Holzwaren/Holzkohle | 183.202                            | 5    | Russland                     | 9.204                      | 5,0 %       |
| |                                    |      |                              |                            |             |
| Kork und Waren aus Kork | 2.187                              | 1    | Portugal                     | 1.275                      | 58,3 %      |
| Kork und Waren aus Kork | 2.187                              | 2    | Spanien                      | 432                        | 19,3 %      |
| Kork und Waren aus Kork | 2.187                              | 3    | Frankreich                   | 114                        | 5,2 %       |
| Kork und Waren aus Kork | 2.187                              | 4    | Italien                      | 71                         | 3,3 %       |
| Kork und Waren aus Kork | 2.187                              | 5    | Volksrepublik China          | 39                         | 1,8 %       |
| |                                    |      |                              |                            |             |
| Produkte aus Stroh, Esparto oder anderen Flechtmaterialien / Körbe und Flechtwerk | 3.473                              | 1    | Volksrepublik China          | 1.903                      | 54,8 %      |
| Produkte aus Stroh, Esparto oder anderen Flechtmaterialien / Körbe und Flechtwerk | 3.473                              | 2    | Vietnam                      | 466                        | 13,4 %      |
| Produkte aus Stroh, Esparto oder anderen Flechtmaterialien / Körbe und Flechtwerk | 3.473                              | 3    | Indonesien                   | 128                        | 3,7 %       |
| Produkte aus Stroh, Esparto oder anderen Flechtmaterialien / Körbe und Flechtwerk | 3.473                              | 4    | Niederlande                  | 107                        | 3,1 %       |
| Produkte aus Stroh, Esparto oder anderen Flechtmaterialien / Körbe und Flechtwerk | 3.473                              | 5    | Polen                        | 73                         | 2,1 %       |
| |                                    |      |                              |                            |             |
| Zellstoff aus Holz oder anderen cellulosehaltigen Faserstoffen; Papier oder Pappe zur Wiedergewinnung (Abfälle und Ausschuss) | 58.176                             | 1    | Vereinigte Staaten           | 10.851                     | 18,7 %      |
| Zellstoff aus Holz oder anderen cellulosehaltigen Faserstoffen; Papier oder Pappe zur Wiedergewinnung (Abfälle und Ausschuss) | 58.176                             | 2    | Brasilien                    | 8.389                      | 14,4 %      |
| Zellstoff aus Holz oder anderen cellulosehaltigen Faserstoffen; Papier oder Pappe zur Wiedergewinnung (Abfälle und Ausschuss) | 58.176                             | 3    | Kanada                       | 6.816                      | 11,7 %      |
| Zellstoff aus Holz oder anderen cellulosehaltigen Faserstoffen; Papier oder Pappe zur Wiedergewinnung (Abfälle und Ausschuss) | 58.176                             | 4    | Indonesien                   | 3.702                      | 6,4 %       |
| Zellstoff aus Holz oder anderen cellulosehaltigen Faserstoffen; Papier oder Pappe zur Wiedergewinnung (Abfälle und Ausschuss) | 58.176                             | 5    | Schweden                     | 3.192                      | 5,5 %       |
| |                                    |      |                              |                            |             |
| Papier und Pappe / Waren aus Papierhalbstoff, aus Papier oder aus Pappe | 210.405                            | 1    | Volksrepublik China          | 31.632                     | 15,0 %      |
| Papier und Pappe / Waren aus Papierhalbstoff, aus Papier oder aus Pappe | 210.405                            | 2    | Deutschland                  | 25.117                     | 11,9 %      |
| Papier und Pappe / Waren aus Papierhalbstoff, aus Papier oder aus Pappe | 210.405                            | 3    | Vereinigte Staaten           | 16.985                     | 8,1 %       |
| Papier und Pappe / Waren aus Papierhalbstoff, aus Papier oder aus Pappe | 210.405                            | 4    | Italien                      | 10.130                     | 4,8 %       |
| Papier und Pappe / Waren aus Papierhalbstoff, aus Papier oder aus Pappe | 210.405                            | 5    | Schweden                     | 9.853                      | 4,7 %       |
| |                                    |      |                              |                            |             |
| Gedruckte Bücher, Zeitungen, gedruckte Bilder und andere Erzeugnisse des Druckgewerbes; Manuskripte, Typoskripte und Bauzeichnungen | 35.117                             | 1    | Volksrepublik China          | 4.350                      | 12,4 %      |
| Gedruckte Bücher, Zeitungen, gedruckte Bilder und andere Erzeugnisse des Druckgewerbes; Manuskripte, Typoskripte und Bauzeichnungen | 35.117                             | 2    | Vereinigte Staaten           | 4.246                      | 12,1 %      |
| Gedruckte Bücher, Zeitungen, gedruckte Bilder und andere Erzeugnisse des Druckgewerbes; Manuskripte, Typoskripte und Bauzeichnungen | 35.117                             | 3    | Deutschland                  | 3.636                      | 10,4 %      |
| Gedruckte Bücher, Zeitungen, gedruckte Bilder und andere Erzeugnisse des Druckgewerbes; Manuskripte, Typoskripte und Bauzeichnungen | 35.117                             | 4    | Vereinigtes Königreich       | 2.994                      | 8,5 %       |
| Gedruckte Bücher, Zeitungen, gedruckte Bilder und andere Erzeugnisse des Druckgewerbes; Manuskripte, Typoskripte und Bauzeichnungen | 35.117                             | 5    | Polen                        | 2.356                      | 6,7 %       |
| |                                    |      |                              |                            |             |
| Seide | 1.922                              | 1    | Volksrepublik China          | 933                        | 48,5 %      |
| Seide | 1.922                              | 2    | Italien                      | 282                        | 14,7 %      |
| Seide | 1.922                              | 3    | Vietnam                      | 157                        | 8,1 %       |
| Seide | 1.922                              | 4    | Indien                       | 95                         | 4,9 %       |
| Seide | 1.922                              | 5    | Usbekistan                   | 94                         | 4,9 %       |
| |                                    |      |                              |                            |             |
| Wolle, feine oder grobe Tierhaare/Garne und Gewebe aus Rosshaar | 11.944                             | 1    | Australien                   | 2.403                      | 20,1 %      |
| Wolle, feine oder grobe Tierhaare/Garne und Gewebe aus Rosshaar | 11.944                             | 2    | Volksrepublik China          | 2.260                      | 18,9 %      |
| Wolle, feine oder grobe Tierhaare/Garne und Gewebe aus Rosshaar | 11.944                             | 3    | Italien                      | 2.193                      | 18,4 %      |
| Wolle, feine oder grobe Tierhaare/Garne und Gewebe aus Rosshaar | 11.944                             | 4    | Deutschland                  | 535                        | 4,5 %       |
| Wolle, feine oder grobe Tierhaare/Garne und Gewebe aus Rosshaar | 11.944                             | 5    | Mongolei                     | 455                        | 3,8 %       |
| |                                    |      |                              |                            |             |
| Baumwolle | 63.174                             | 1    | Volksrepublik China          | 13.264                     | 21,0 %      |
| Baumwolle | 63.174                             | 2    | Vereinigte Staaten           | 10.744                     | 17,0 %      |
| Baumwolle | 63.174                             | 3    | Indien                       | 6.943                      | 11,0 %      |
| Baumwolle | 63.174                             | 4    | Brasilien                    | 3.892                      | 6,2 %       |
| Baumwolle | 63.174                             | 5    | Pakistan                     | 3.419                      | 5,4 %       |
| |                                    |      |                              |                            |             |
| Andere pflanzliche Spinnstoffe; Papiergarne und Gewebe aus Papiergarnen | 6.129                              | 1    | Volksrepublik China          | 1.617                      | 26,4 %      |
| Andere pflanzliche Spinnstoffe; Papiergarne und Gewebe aus Papiergarnen | 6.129                              | 2    | Bangladesch                  | 859                        | 14,0 %      |
| Andere pflanzliche Spinnstoffe; Papiergarne und Gewebe aus Papiergarnen | 6.129                              | 3    | Belgien                      | 639                        | 10,4 %      |
| Andere pflanzliche Spinnstoffe; Papiergarne und Gewebe aus Papiergarnen | 6.129                              | 4    | Frankreich                   | 599                        | 9,8 %       |
| Andere pflanzliche Spinnstoffe; Papiergarne und Gewebe aus Papiergarnen | 6.129                              | 5    | Indien                       | 543                        | 8,9 %       |
| |                                    |      |                              |                            |             |
| Synthetische oder künstliche Filamente; Streifen und dergleichen aus synthetischen oder künstlichen Spinnstoffen | 58.256                             | 1    | Volksrepublik China          | 29.583                     | 50,8 %      |
| Synthetische oder künstliche Filamente; Streifen und dergleichen aus synthetischen oder künstlichen Spinnstoffen | 58.256                             | 2    | Taiwan                       | 2.575                      | 4,4 %       |
| Synthetische oder künstliche Filamente; Streifen und dergleichen aus synthetischen oder künstlichen Spinnstoffen | 58.256                             | 3    | Südkorea                     | 2.508                      | 4,3 %       |
| Synthetische oder künstliche Filamente; Streifen und dergleichen aus synthetischen oder künstlichen Spinnstoffen | 58.256                             | 4    | Italien                      | 2.191                      | 3,8 %       |
| Synthetische oder künstliche Filamente; Streifen und dergleichen aus synthetischen oder künstlichen Spinnstoffen | 58.256                             | 5    | Indien                       | 2.061                      | 3,5 %       |
| |                                    |      |                              |                            |             |
| Künstliche Spinnfasern | 38.480                             | 1    | Volksrepublik China          | 14.513                     | 37,7 %      |
| Künstliche Spinnfasern | 38.480                             | 2    | Vereinigte Staaten           | 2.320                      | 6,0 %       |
| Künstliche Spinnfasern | 38.480                             | 3    | Indonesien                   | 2.103                      | 5,5 %       |
| Künstliche Spinnfasern | 38.480                             | 4    | Indien                       | 1.887                      | 4,9 %       |
| Künstliche Spinnfasern | 38.480                             | 5    | Türkei                       | 1.525                      | 4,0 %       |
| |                                    |      |                              |                            |             |
| Watte, Filz und Vliesstoffe; Spezialgarne; Bindfäden, Seile und Taue sowie Waren daraus | 31.317                             | 1    | Volksrepublik China          | 7.949                      | 25,4 %      |
| Watte, Filz und Vliesstoffe; Spezialgarne; Bindfäden, Seile und Taue sowie Waren daraus | 31.317                             | 2    | Deutschland                  | 2.790                      | 8,9 %       |
| Watte, Filz und Vliesstoffe; Spezialgarne; Bindfäden, Seile und Taue sowie Waren daraus | 31.317                             | 3    | Vereinigte Staaten           | 2.612                      | 8,3 %       |
| Watte, Filz und Vliesstoffe; Spezialgarne; Bindfäden, Seile und Taue sowie Waren daraus | 31.317                             | 4    | Italien                      | 1.946                      | 6,2 %       |
| Watte, Filz und Vliesstoffe; Spezialgarne; Bindfäden, Seile und Taue sowie Waren daraus | 31.317                             | 5    | Japan                        | 1.237                      | 4,0 %       |
| |                                    |      |                              |                            |             |
| Teppiche und andere textile Bodenbeläge | 16.782                             | 1    | Volksrepublik China          | 3.854                      | 23,0 %      |
| Teppiche und andere textile Bodenbeläge | 16.782                             | 2    | Türkei                       | 2.820                      | 16,8 %      |
| Teppiche und andere textile Bodenbeläge | 16.782                             | 3    | Indien                       | 1.946                      | 11,6 %      |
| Teppiche und andere textile Bodenbeläge | 16.782                             | 4    | Belgien                      | 1.386                      | 8,3 %       |
| Teppiche und andere textile Bodenbeläge | 16.782                             | 5    | Niederlande                  | 1.264                      | 7,5 %       |
| |                                    |      |                              |                            |             |
| Spezialgewebe / getuftete textile Flächengebilde / Spitzen / Tapisserien / Posamenten / Stickereien | 12.936                             | 1    | Volksrepublik China          | 6.101                      | 47,2 %      |
| Spezialgewebe / getuftete textile Flächengebilde / Spitzen / Tapisserien / Posamenten / Stickereien | 12.936                             | 2    | Hongkong                     | 784                        | 6,1 %       |
| Spezialgewebe / getuftete textile Flächengebilde / Spitzen / Tapisserien / Posamenten / Stickereien | 12.936                             | 3    | Italien                      | 593                        | 4,6 %       |
| Spezialgewebe / getuftete textile Flächengebilde / Spitzen / Tapisserien / Posamenten / Stickereien | 12.936                             | 4    | Taiwan                       | 566                        | 4,4 %       |
| Spezialgewebe / getuftete textile Flächengebilde / Spitzen / Tapisserien / Posamenten / Stickereien | 12.936                             | 5    | Deutschland                  | 538                        | 4,2 %       |
| |                                    |      |                              |                            |             |
| Imprägnierte, bestrichene, überzogene oder mit Lagen versehene Gewebe; Waren aus Spinnstoffen für die industrielle Nutzung | 29.104                             | 1    | Volksrepublik China          | 10.239                     | 35,2 %      |
| Imprägnierte, bestrichene, überzogene oder mit Lagen versehene Gewebe; Waren aus Spinnstoffen für die industrielle Nutzung | 29.104                             | 2    | Deutschland                  | 2.624                      | 9,0 %       |
| Imprägnierte, bestrichene, überzogene oder mit Lagen versehene Gewebe; Waren aus Spinnstoffen für die industrielle Nutzung | 29.104                             | 3    | Vereinigte Staaten           | 2.235                      | 7,7 %       |
| Imprägnierte, bestrichene, überzogene oder mit Lagen versehene Gewebe; Waren aus Spinnstoffen für die industrielle Nutzung | 29.104                             | 4    | Südkorea                     | 1.260                      | 4,3 %       |
| Imprägnierte, bestrichene, überzogene oder mit Lagen versehene Gewebe; Waren aus Spinnstoffen für die industrielle Nutzung | 29.104                             | 5    | Italien                      | 1.259                      | 4,3 %       |
| |                                    |      |                              |                            |             |
| Gestrickte und gehäkelte Stoffe | 42.648                             | 1    | Volksrepublik China          | 23.898                     | 56,0 %      |
| Gestrickte und gehäkelte Stoffe | 42.648                             | 2    | Taiwan                       | 2.423                      | 5,7 %       |
| Gestrickte und gehäkelte Stoffe | 42.648                             | 3    | Südkorea                     | 2.253                      | 5,3 %       |
| Gestrickte und gehäkelte Stoffe | 42.648                             | 4    | Türkei                       | 2.052                      | 4,8 %       |
| Gestrickte und gehäkelte Stoffe | 42.648                             | 5    | Vietnam                      | 1.360                      | 3,2 %       |
| |                                    |      |                              |                            |             |
| Kleidung und Bekleidungszubehör, gestrickt oder gehäkelt | 297.695                            | 1    | Volksrepublik China          | 90.942                     | 30,5 %      |
| Kleidung und Bekleidungszubehör, gestrickt oder gehäkelt | 297.695                            | 2    | Bangladesch                  | 31.271                     | 10,5 %      |
| Kleidung und Bekleidungszubehör, gestrickt oder gehäkelt | 297.695                            | 3    | Vietnam                      | 21.588                     | 7,3 %       |
| Kleidung und Bekleidungszubehör, gestrickt oder gehäkelt | 297.695                            | 4    | Deutschland                  | 13.179                     | 4,4 %       |
| Kleidung und Bekleidungszubehör, gestrickt oder gehäkelt | 297.695                            | 5    | Italien                      | 12.369                     | 4,2 %       |
| |                                    |      |                              |                            |             |
| Kleidung und Bekleidungszubehör, nicht gestrickt oder gehäkelt | 260.975                            | 1    | Volksrepublik China          | 76.874                     | 29,2 %      |
| Kleidung und Bekleidungszubehör, nicht gestrickt oder gehäkelt | 260.975                            | 2    | Bangladesch                  | 24.911                     | 9,5 %       |
| Kleidung und Bekleidungszubehör, nicht gestrickt oder gehäkelt | 260.975                            | 3    | Vietnam                      | 20.227                     | 7,8 %       |
| Kleidung und Bekleidungszubehör, nicht gestrickt oder gehäkelt | 260.975                            | 4    | Italien                      | 16.050                     | 6,2 %       |
| Kleidung und Bekleidungszubehör, nicht gestrickt oder gehäkelt | 260.975                            | 5    | Deutschland                  | 11.934                     | 4,6 %       |
| |                                    |      |                              |                            |             |
| Andere konfektionierte Spinnstoffwaren / abgetragene Kleidung und abgetragene Spinnstoffwaren / Lumpen | 84.990                             | 1    | Volksrepublik China          | 37.667                     | 44,3 %      |
| Andere konfektionierte Spinnstoffwaren / abgetragene Kleidung und abgetragene Spinnstoffwaren / Lumpen | 84.990                             | 2    | Indien                       | 6.020                      | 7,1 %       |
| Andere konfektionierte Spinnstoffwaren / abgetragene Kleidung und abgetragene Spinnstoffwaren / Lumpen | 84.990                             | 3    | Pakistan                     | 5.638                      | 6,6 %       |
| Andere konfektionierte Spinnstoffwaren / abgetragene Kleidung und abgetragene Spinnstoffwaren / Lumpen | 84.990                             | 4    | Deutschland                  | 3.396                      | 4,0 %       |
| Andere konfektionierte Spinnstoffwaren / abgetragene Kleidung und abgetragene Spinnstoffwaren / Lumpen | 84.990                             | 5    | Vereinigte Staaten           | 2.940                      | 3,5 %       |
| |                                    |      |                              |                            |             |
| Schuhe, Gamaschen und ähnliche Waren / Teile solcher Erzeugnisse | 188.748                            | 1    | Volksrepublik China          | 62.020                     | 32,9 %      |
| Schuhe, Gamaschen und ähnliche Waren / Teile solcher Erzeugnisse | 188.748                            | 2    | Vietnam                      | 34.170                     | 18,1 %      |
| Schuhe, Gamaschen und ähnliche Waren / Teile solcher Erzeugnisse | 188.748                            | 3    | Italien                      | 15.175                     | 8,0 %       |
| Schuhe, Gamaschen und ähnliche Waren / Teile solcher Erzeugnisse | 188.748                            | 4    | Deutschland                  | 9.986                      | 5,3 %       |
| Schuhe, Gamaschen und ähnliche Waren / Teile solcher Erzeugnisse | 188.748                            | 5    | Belgien                      | 7.814                      | 4,1 %       |
| |                                    |      |                              |                            |             |
| Kopfbedeckungen und Teile davon | 15.724                             | 1    | Volksrepublik China          | 6.891                      | 43,8 %      |
| Kopfbedeckungen und Teile davon | 15.724                             | 2    | Vietnam                      | 1.056                      | 6,7 %       |
| Kopfbedeckungen und Teile davon | 15.724                             | 3    | Italien                      | 859                        | 5,5 %       |
| Kopfbedeckungen und Teile davon | 15.724                             | 4    | Deutschland                  | 748                        | 4,8 %       |
| Kopfbedeckungen und Teile davon | 15.724                             | 5    | Bangladesch                  | 740                        | 4,7 %       |
| |                                    |      |                              |                            |             |
| Regenschirme, Sonnenschirme, Spazierstöcke, Sitzstöcke, Peitschen, Reitpeitschen und Teile davon | 4.644                              | 1    | Volksrepublik China          | 3.605                      | 77,6 %      |
| Regenschirme, Sonnenschirme, Spazierstöcke, Sitzstöcke, Peitschen, Reitpeitschen und Teile davon | 4.644                              | 2    | Niederlande                  | 126                        | 2,7 %       |
| Regenschirme, Sonnenschirme, Spazierstöcke, Sitzstöcke, Peitschen, Reitpeitschen und Teile davon | 4.644                              | 3    | Deutschland                  | 119                        | 2,6 %       |
| Regenschirme, Sonnenschirme, Spazierstöcke, Sitzstöcke, Peitschen, Reitpeitschen und Teile davon | 4.644                              | 4    | Österreich                   | 72                         | 1,5 %       |
| Regenschirme, Sonnenschirme, Spazierstöcke, Sitzstöcke, Peitschen, Reitpeitschen und Teile davon | 4.644                              | 5    | Belgien                      | 62                         | 1,3 %       |
| |                                    |      |                              |                            |             |
| Zugerichtete Federn und Daunen und Erzeugnisse aus Federn oder Daunen; künstliche Blumen; Waren aus Menschenhaaren | 15.378                             | 1    | Volksrepublik China          | 12.454                     | 81,0 %      |
| Zugerichtete Federn und Daunen und Erzeugnisse aus Federn oder Daunen; künstliche Blumen; Waren aus Menschenhaaren | 15.378                             | 2    | Indien                       | 488                        | 3,2 %       |
| Zugerichtete Federn und Daunen und Erzeugnisse aus Federn oder Daunen; künstliche Blumen; Waren aus Menschenhaaren | 15.378                             | 3    | Indonesien                   | 437                        | 2,8 %       |
| Zugerichtete Federn und Daunen und Erzeugnisse aus Federn oder Daunen; künstliche Blumen; Waren aus Menschenhaaren | 15.378                             | 4    | Bangladesch                  | 257                        | 1,7 %       |
| Zugerichtete Federn und Daunen und Erzeugnisse aus Federn oder Daunen; künstliche Blumen; Waren aus Menschenhaaren | 15.378                             | 5    | Deutschland                  | 188                        | 1,2 %       |
| |                                    |      |                              |                            |             |
| Produkte aus Stein, Gips, Zement, Asbest, Glimmer oder ähnlichen Materialien | 64.420                             | 1    | Volksrepublik China          | 15.572                     | 24,2 %      |
| Produkte aus Stein, Gips, Zement, Asbest, Glimmer oder ähnlichen Materialien | 64.420                             | 2    | Deutschland                  | 5.598                      | 8,7 %       |
| Produkte aus Stein, Gips, Zement, Asbest, Glimmer oder ähnlichen Materialien | 64.420                             | 3    | Vereinigte Staaten           | 4.288                      | 6,7 %       |
| Produkte aus Stein, Gips, Zement, Asbest, Glimmer oder ähnlichen Materialien | 64.420                             | 4    | Italien                      | 3.852                      | 6,0 %       |
| Produkte aus Stein, Gips, Zement, Asbest, Glimmer oder ähnlichen Materialien | 64.420                             | 5    | Spanien                      | 2.657                      | 4,1 %       |
| |                                    |      |                              |                            |             |
| Keramische Erzeugnisse | 75.789                             | 1    | Volksrepublik China          | 32.475                     | 42,8 %      |
| Keramische Erzeugnisse | 75.789                             | 2    | Italien                      | 7.071                      | 9,3 %       |
| Keramische Erzeugnisse | 75.789                             | 3    | Spanien                      | 5.576                      | 7,4 %       |
| Keramische Erzeugnisse | 75.789                             | 4    | Deutschland                  | 4.257                      | 5,6 %       |
| Keramische Erzeugnisse | 75.789                             | 5    | Vereinigte Staaten           | 2.489                      | 3,3 %       |
| |                                    |      |                              |                            |             |
| Glas und Glaswaren | 92.672                             | 1    | Volksrepublik China          | 26.656                     | 28,8 %      |
| Glas und Glaswaren | 92.672                             | 2    | Deutschland                  | 7.898                      | 8,5 %       |
| Glas und Glaswaren | 92.672                             | 3    | Vereinigte Staaten           | 6.093                      | 6,6 %       |
| Glas und Glaswaren | 92.672                             | 4    | Frankreich                   | 3.607                      | 3,9 %       |
| Glas und Glaswaren | 92.672                             | 5    | Italien                      | 3.451                      | 3,7 %       |
| |                                    |      |                              |                            |             |
| Natürliche Perlen oder Zuchtperlen/Edelsteine oder Halbedelsteine / Edelmetalle / Edelmetallplattierungen und Waren daraus / Fantasieschmuck / Münzen | 866.839                            | 1    | Schweiz                      | 120.443                    | 13,9 %      |
| Natürliche Perlen oder Zuchtperlen/Edelsteine oder Halbedelsteine / Edelmetalle / Edelmetallplattierungen und Waren daraus / Fantasieschmuck / Münzen | 866.839                            | 2    | Vereinigtes Königreich       | 98.458                     | 11,4 %      |
| Natürliche Perlen oder Zuchtperlen/Edelsteine oder Halbedelsteine / Edelmetalle / Edelmetallplattierungen und Waren daraus / Fantasieschmuck / Münzen | 866.839                            | 3    | Vereinigte Staaten           | 92.472                     | 10,7 %      |
| Natürliche Perlen oder Zuchtperlen/Edelsteine oder Halbedelsteine / Edelmetalle / Edelmetallplattierungen und Waren daraus / Fantasieschmuck / Münzen | 866.839                            | 4    | Hongkong                     | 68.859                     | 7,9 %       |
| Natürliche Perlen oder Zuchtperlen/Edelsteine oder Halbedelsteine / Edelmetalle / Edelmetallplattierungen und Waren daraus / Fantasieschmuck / Münzen | 866.839                            | 5    | Vereinigte Arabische Emirate | 44.671                     | 5,2 %       |
| |                                    |      |                              |                            |             |
| Eisen und Stahl | 564.547                            | 1    | Volksrepublik China          | 77.265                     | 13,7 %      |
| Eisen und Stahl | 564.547                            | 2    | Deutschland                  | 37.031                     | 6,6 %       |
| Eisen und Stahl | 564.547                            | 3    | Japan                        | 35.162                     | 6,2 %       |
| Eisen und Stahl | 564.547                            | 4    | Südkorea                     | 28.108                     | 5,0 %       |
| Eisen und Stahl | 564.547                            | 5    | Indonesien                   | 27.823                     | 4,9 %       |
| |                                    |      |                              |                            |             |
| Erzeugnisse aus Eisen und Stahl | 402.100                            | 1    | Volksrepublik China          | 110.952                    | 27,6 %      |
| Erzeugnisse aus Eisen und Stahl | 402.100                            | 2    | Deutschland                  | 34.119                     | 8,5 %       |
| Erzeugnisse aus Eisen und Stahl | 402.100                            | 3    | Vereinigte Staaten           | 24.376                     | 6,1 %       |
| Erzeugnisse aus Eisen und Stahl | 402.100                            | 4    | Italien                      | 24.186                     | 6,0 %       |
| Erzeugnisse aus Eisen und Stahl | 402.100                            | 5    | Südkorea                     | 12.391                     | 3,1 %       |
| |                                    |      |                              |                            |             |
| Kupfer und Erzeugnisse daraus | 215.827                            | 1    | Chile                        | 21.556                     | 10,0 %      |
| Kupfer und Erzeugnisse daraus | 215.827                            | 2    | DR Kongo                     | 16.835                     | 7,8 %       |
| Kupfer und Erzeugnisse daraus | 215.827                            | 3    | Deutschland                  | 15.727                     | 7,3 %       |
| Kupfer und Erzeugnisse daraus | 215.827                            | 4    | Japan                        | 12.566                     | 5,8 %       |
| Kupfer und Erzeugnisse daraus | 215.827                            | 5    | Volksrepublik China          | 10.679                     | 4,9 %       |
| |                                    |      |                              |                            |             |
| Nickel und Erzeugnisse daraus | 40.971                             | 1    | Indonesien                   | 5.978                      | 14,6 %      |
| Nickel und Erzeugnisse daraus | 40.971                             | 2    | Kanada                       | 5.233                      | 12,8 %      |
| Nickel und Erzeugnisse daraus | 40.971                             | 3    | Russland                     | 4.979                      | 12,2 %      |
| Nickel und Erzeugnisse daraus | 40.971                             | 4    | Vereinigte Staaten           | 3.143                      | 7,7 %       |
| Nickel und Erzeugnisse daraus | 40.971                             | 5    | Norwegen                     | 2.069                      | 5,0 %       |
| |                                    |      |                              |                            |             |
| Aluminium und Erzeugnisse daraus | 279.894                            | 1    | Volksrepublik China          | 42.109                     | 15,0 %      |
| Aluminium und Erzeugnisse daraus | 279.894                            | 2    | Deutschland                  | 20.809                     | 7,4 %       |
| Aluminium und Erzeugnisse daraus | 279.894                            | 3    | Vereinigte Staaten           | 14.511                     | 5,2 %       |
| Aluminium und Erzeugnisse daraus | 279.894                            | 4    | Kanada                       | 14.138                     | 5,1 %       |
| Aluminium und Erzeugnisse daraus | 279.894                            | 5    | Russland                     | 10.225                     | 3,7 %       |
| |                                    |      |                              |                            |             |
| Blei und Erzeugnisse daraus | 8.494                              | 1    | Südkorea                     | 805                        | 9,5 %       |
| Blei und Erzeugnisse daraus | 8.494                              | 2    | Australien                   | 780                        | 9,2 %       |
| Blei und Erzeugnisse daraus | 8.494                              | 3    | Vereinigtes Königreich       | 613                        | 7,2 %       |
| Blei und Erzeugnisse daraus | 8.494                              | 4    | Indien                       | 471                        | 5,5 %       |
| Blei und Erzeugnisse daraus | 8.494                              | 5    | Kanada                       | 388                        | 4,6 %       |
| |                                    |      |                              |                            |             |
| Zink und Erzeugnisse daraus | 22.672                             | 1    | Südkorea                     | 2.106                      | 9,3 %       |
| Zink und Erzeugnisse daraus | 22.672                             | 2    | Belgien                      | 1.900                      | 8,4 %       |
| Zink und Erzeugnisse daraus | 22.672                             | 3    | Niederlande                  | 1.622                      | 7,2 %       |
| Zink und Erzeugnisse daraus | 22.672                             | 4    | Kanada                       | 1.562                      | 6,9 %       |
| Zink und Erzeugnisse daraus | 22.672                             | 5    | Indien                       | 1.355                      | 6,0 %       |
| |                                    |      |                              |                            |             |
| Zinn und Erzeugnisse daraus | 8.474                              | 1    | Indonesien                   | 2.389                      | 28,2 %      |
| Zinn und Erzeugnisse daraus | 8.474                              | 2    | Peru                         | 734                        | 8,7 %       |
| Zinn und Erzeugnisse daraus | 8.474                              | 3    | Malaysia                     | 573                        | 6,8 %       |
| Zinn und Erzeugnisse daraus | 8.474                              | 4    | Singapur                     | 567                        | 6,7 %       |
| Zinn und Erzeugnisse daraus | 8.474                              | 5    | Bolivien                     | 511                        | 6,0 %       |
| |                                    |      |                              |                            |             |
| Andere unedle Metalle/Cermet und Erzeugnisse daraus | 24.469                             | 1    | Volksrepublik China          | 6.645                      | 27,2 %      |
| Andere unedle Metalle/Cermet und Erzeugnisse daraus | 24.469                             | 2    | Vereinigte Staaten           | 3.157                      | 12,9 %      |
| Andere unedle Metalle/Cermet und Erzeugnisse daraus | 24.469                             | 3    | Deutschland                  | 1.806                      | 7,4 %       |
| Andere unedle Metalle/Cermet und Erzeugnisse daraus | 24.469                             | 4    | Japan                        | 1.190                      | 4,9 %       |
| Andere unedle Metalle/Cermet und Erzeugnisse daraus | 24.469                             | 5    | Vereinigtes Königreich       | 1.107                      | 4,5 %       |
| |                                    |      |                              |                            |             |
| Werkzeuge, Geräte, Bestecke, Löffel und Gabeln, aus unedlen Metallen und Teile davon | 75.453                             | 1    | Volksrepublik China          | 24.088                     | 31,9 %      |
| Werkzeuge, Geräte, Bestecke, Löffel und Gabeln, aus unedlen Metallen und Teile davon | 75.453                             | 2    | Deutschland                  | 9.525                      | 12,6 %      |
| Werkzeuge, Geräte, Bestecke, Löffel und Gabeln, aus unedlen Metallen und Teile davon | 75.453                             | 3    | Vereinigte Staaten           | 5.078                      | 6,7 %       |
| Werkzeuge, Geräte, Bestecke, Löffel und Gabeln, aus unedlen Metallen und Teile davon | 75.453                             | 4    | Taiwan                       | 3.522                      | 4,7 %       |
| Werkzeuge, Geräte, Bestecke, Löffel und Gabeln, aus unedlen Metallen und Teile davon | 75.453                             | 5    | Japan                        | 3.471                      | 4,6 %       |
| |                                    |      |                              |                            |             |
| Sonstige Waren aus unedlen Metallen | 86.248                             | 1    | Volksrepublik China          | 28.719                     | 33,3 %      |
| Sonstige Waren aus unedlen Metallen | 86.248                             | 2    | Deutschland                  | 8.533                      | 9,9 %       |
| Sonstige Waren aus unedlen Metallen | 86.248                             | 3    | Vereinigte Staaten           | 5.697                      | 6,6 %       |
| Sonstige Waren aus unedlen Metallen | 86.248                             | 4    | Italien                      | 4.448                      | 5,2 %       |
| Sonstige Waren aus unedlen Metallen | 86.248                             | 5    | Österreich                   | 3.130                      | 3,6 %       |
| |                                    |      |                              |                            |             |
| Maschinen und mechanische Geräte / Kernreaktoren / Kessel und Teile davon | 2.573.572                          | 1    | Volksrepublik China          | 569.714                    | 22,1 %      |
| Maschinen und mechanische Geräte / Kernreaktoren / Kessel und Teile davon | 2.573.572                          | 2    | Deutschland                  | 251.838                    | 9,8 %       |
| Maschinen und mechanische Geräte / Kernreaktoren / Kessel und Teile davon | 2.573.572                          | 3    | Vereinigte Staaten           | 230.516                    | 9,0 %       |
| Maschinen und mechanische Geräte / Kernreaktoren / Kessel und Teile davon | 2.573.572                          | 4    | Japan                        | 144.273                    | 5,6 %       |
| Maschinen und mechanische Geräte / Kernreaktoren / Kessel und Teile davon | 2.573.572                          | 5    | Italien                      | 113.038                    | 4,4 %       |
| |                                    |      |                              |                            |             |
| Elektrische Maschinen, Apparate, Geräte und Teile davon / Tonaufzeichnungs- und Wiedergabegeräte / Fernsehgeräte sowie Teile und Zubehör für diese Geräte | 3.493.553                          | 1    | Volksrepublik China          | 917.880                    | 26,3 %      |
| Elektrische Maschinen, Apparate, Geräte und Teile davon / Tonaufzeichnungs- und Wiedergabegeräte / Fernsehgeräte sowie Teile und Zubehör für diese Geräte | 3.493.553                          | 2    | Hongkong                     | 357.230                    | 10,2 %      |
| Elektrische Maschinen, Apparate, Geräte und Teile davon / Tonaufzeichnungs- und Wiedergabegeräte / Fernsehgeräte sowie Teile und Zubehör für diese Geräte | 3.493.553                          | 3    | Taiwan                       | 246.219                    | 7,0 %       |
| Elektrische Maschinen, Apparate, Geräte und Teile davon / Tonaufzeichnungs- und Wiedergabegeräte / Fernsehgeräte sowie Teile und Zubehör für diese Geräte | 3.493.553                          | 4    | Vereinigte Staaten           | 196.015                    | 5,6 %       |
| Elektrische Maschinen, Apparate, Geräte und Teile davon / Tonaufzeichnungs- und Wiedergabegeräte / Fernsehgeräte sowie Teile und Zubehör für diese Geräte | 3.493.553                          | 5    | Südkorea                     | 191.370                    | 5,5 %       |
| |                                    |      |                              |                            |             |
| Eisenbahn- und Straßenbahnlokomotiven, rollendes Material und Teile davon; Gleisanlagen und Teile davon; mechanische (auch elektromechanische) Signalgeräte für den Verkehr aller Art | 50.804                             | 1    | Volksrepublik China          | 18.644                     | 36,7 %      |
| Eisenbahn- und Straßenbahnlokomotiven, rollendes Material und Teile davon; Gleisanlagen und Teile davon; mechanische (auch elektromechanische) Signalgeräte für den Verkehr aller Art | 50.804                             | 2    | Mexiko                       | 4.180                      | 8,2 %       |
| Eisenbahn- und Straßenbahnlokomotiven, rollendes Material und Teile davon; Gleisanlagen und Teile davon; mechanische (auch elektromechanische) Signalgeräte für den Verkehr aller Art | 50.804                             | 3    | Vereinigte Staaten           | 3.530                      | 6,9 %       |
| Eisenbahn- und Straßenbahnlokomotiven, rollendes Material und Teile davon; Gleisanlagen und Teile davon; mechanische (auch elektromechanische) Signalgeräte für den Verkehr aller Art | 50.804                             | 4    | Deutschland                  | 3.064                      | 6,0 %       |
| Eisenbahn- und Straßenbahnlokomotiven, rollendes Material und Teile davon; Gleisanlagen und Teile davon; mechanische (auch elektromechanische) Signalgeräte für den Verkehr aller Art | 50.804                             | 5    | Polen                        | 1.853                      | 3,6 %       |
| |                                    |      |                              |                            |             |
| Fahrzeuge (Kraftfahrzeuge, Traktoren, Fahrräder, Motorräder, Lastkraftwagen, Panzer, Kutschen, Anhänger) sowie Teile und Zubehör dafür | 1.621.658                          | 1    | Deutschland                  | 256.907                    | 15,8 %      |
| Fahrzeuge (Kraftfahrzeuge, Traktoren, Fahrräder, Motorräder, Lastkraftwagen, Panzer, Kutschen, Anhänger) sowie Teile und Zubehör dafür | 1.621.658                          | 2    | Volksrepublik China          | 157.340                    | 9,7 %       |
| Fahrzeuge (Kraftfahrzeuge, Traktoren, Fahrräder, Motorräder, Lastkraftwagen, Panzer, Kutschen, Anhänger) sowie Teile und Zubehör dafür | 1.621.658                          | 3    | Japan                        | 137.245                    | 8,5 %       |
| Fahrzeuge (Kraftfahrzeuge, Traktoren, Fahrräder, Motorräder, Lastkraftwagen, Panzer, Kutschen, Anhänger) sowie Teile und Zubehör dafür | 1.621.658                          | 4    | Mexiko                       | 136.075                    | 8,4 %       |
| Fahrzeuge (Kraftfahrzeuge, Traktoren, Fahrräder, Motorräder, Lastkraftwagen, Panzer, Kutschen, Anhänger) sowie Teile und Zubehör dafür | 1.621.658                          | 5    | Vereinigte Staaten           | 135.127                    | 8,3 %       |
| |                                    |      |                              |                            |             |
| Flugzeuge, Raumfahrzeuge und Teile davon | 149.790                            | 1    | Frankreich                   | 32.890                     | 21,9 %      |
| Flugzeuge, Raumfahrzeuge und Teile davon | 149.790                            | 2    | Deutschland                  | 29.157                     | 19,5 %      |
| Flugzeuge, Raumfahrzeuge und Teile davon | 149.790                            | 3    | Vereinigtes Königreich       | 13.206                     | 8,8 %       |
| Flugzeuge, Raumfahrzeuge und Teile davon | 149.790                            | 4    | Kanada                       | 10.124                     | 6,8 %       |
| Flugzeuge, Raumfahrzeuge und Teile davon | 149.790                            | 5    | Vereinigte Staaten           | 8.980                      | 6,0 %       |
| |                                    |      |                              |                            |             |
| Schiffe, Boote und schwimmende Anlagen | 120.452                            | 1    | Volksrepublik China          | 26.416                     | 21,9 %      |
| Schiffe, Boote und schwimmende Anlagen | 120.452                            | 2    | Südkorea                     | 17.138                     | 14,2 %      |
| Schiffe, Boote und schwimmende Anlagen | 120.452                            | 3    | Italien                      | 10.275                     | 8,5 %       |
| Schiffe, Boote und schwimmende Anlagen | 120.452                            | 4    | Japan                        | 9.099                      | 7,6 %       |
| Schiffe, Boote und schwimmende Anlagen | 120.452                            | 5    | Deutschland                  | 6.212                      | 5,2 %       |
| |                                    |      |                              |                            |             |
| Optische, fotografische oder kinematografische Instrumente, Apparate und Geräte/Mess-, Prüf- und Präzisionsinstrumente, -apparate und -geräte/medizinische und chirurgische Instrumente, Apparate und Geräte sowie Teile und Zubehör davon                                                                 | 669.128                            | 1    | Vereinigte Staaten           | 96.981                     | 14,5 %      |
| Optische, fotografische oder kinematografische Instrumente, Apparate und Geräte/Mess-, Prüf- und Präzisionsinstrumente, -apparate und -geräte/medizinische und chirurgische Instrumente, Apparate und Geräte sowie Teile und Zubehör davon                                                                 | 669.128                            | 2    | Volksrepublik China          | 79.956                     | 11,9 %      |
| Optische, fotografische oder kinematografische Instrumente, Apparate und Geräte/Mess-, Prüf- und Präzisionsinstrumente, -apparate und -geräte/medizinische und chirurgische Instrumente, Apparate und Geräte sowie Teile und Zubehör davon                                                                 | 669.128                            | 3    | Deutschland                  | 77.751                     | 11,9 %      |
| Optische, fotografische oder kinematografische Instrumente, Apparate und Geräte/Mess-, Prüf- und Präzisionsinstrumente, -apparate und -geräte/medizinische und chirurgische Instrumente, Apparate und Geräte sowie Teile und Zubehör davon                                                                 | 669.128                            | 4    | Niederlande                  | 41.628                     | 6,2 %       |
| Optische, fotografische oder kinematografische Instrumente, Apparate und Geräte/Mess-, Prüf- und Präzisionsinstrumente, -apparate und -geräte/medizinische und chirurgische Instrumente, Apparate und Geräte sowie Teile und Zubehör davon                                                                 | 669.128                            | 5    | Japan                        | 39.847                     | 6,0 %       |
| |                                    |      |                              |                            |             |
| Uhren, Armbanduhren und Teile davon | 55.589                             | 1    | Schweiz                      | 26.029                     | 46,8 %      |
| Uhren, Armbanduhren und Teile davon | 55.589                             | 2    | Hongkong                     | 7.005                      | 12,6 %      |
| Uhren, Armbanduhren und Teile davon | 55.589                             | 3    | Volksrepublik China          | 4.820                      | 8,7 %       |
| Uhren, Armbanduhren und Teile davon | 55.589                             | 4    | Frankreich                   | 2.732                      | 4,9 %       |
| Uhren, Armbanduhren und Teile davon | 55.589                             | 5    | Singapur                     | 2.282                      | 4,1 %       |
| |                                    |      |                              |                            |             |
| Musikinstrumente und Teile und Zubehör davon | 8.565                              | 1    | Volksrepublik China          | 2.190                      | 26,2 %      |
| Musikinstrumente und Teile und Zubehör davon | 8.565                              | 2    | Deutschland                  | 1.000                      | 12,0 %      |
| Musikinstrumente und Teile und Zubehör davon | 8.565                              | 3    | Vereinigte Staaten           | 936                        | 11,2 %      |
| Musikinstrumente und Teile und Zubehör davon | 8.565                              | 4    | Indonesien                   | 800                        | 9,6 %       |
| Musikinstrumente und Teile und Zubehör davon | 8.565                              | 5    | Japan                        | 673                        | 8,0 %       |
| |                                    |      |                              |                            |             |
| Waffen und Munition sowie Teile und Zubehör davon | 21.214                             | 1    | Vereinigte Staaten           | 4.885                      | 23,0 %      |
| Waffen und Munition sowie Teile und Zubehör davon | 21.214                             | 2    | Italien                      | 2.089                      | 9,8 %       |
| Waffen und Munition sowie Teile und Zubehör davon | 21.214                             | 3    | Israel                       | 1.926                      | 9,1 %       |
| Waffen und Munition sowie Teile und Zubehör davon | 21.214                             | 4    | Südkorea                     | 1.291                      | 6,1 %       |
| Waffen und Munition sowie Teile und Zubehör davon | 21.214                             | 5    | Vereinigtes Königreich       | 1.100                      | 5,2 %       |
| |                                    |      |                              |                            |             |
| Möbel; Bettzeug, Matratzen, Matratzenauflagen, Kissen und ähnliche gepolsterte Einrichtungsgegenstände / Leuchten und Beleuchtungskörper, Leuchtschilder, beleuchtete Namensschilder und dergleichen / vorgefertigte Gebäude                                                                               | 317.244                            | 1    | Volksrepublik China          | 131.078                    | 41,3 %      |
| Möbel; Bettzeug, Matratzen, Matratzenauflagen, Kissen und ähnliche gepolsterte Einrichtungsgegenstände / Leuchten und Beleuchtungskörper, Leuchtschilder, beleuchtete Namensschilder und dergleichen / vorgefertigte Gebäude                                                                               | 317.244                            | 2    | Vietnam                      | 21.130                     | 6,7 %       |
| Möbel; Bettzeug, Matratzen, Matratzenauflagen, Kissen und ähnliche gepolsterte Einrichtungsgegenstände / Leuchten und Beleuchtungskörper, Leuchtschilder, beleuchtete Namensschilder und dergleichen / vorgefertigte Gebäude                                                                               | 317.244                            | 3    | Deutschland                  | 18.079                     | 5,7 %       |
| Möbel; Bettzeug, Matratzen, Matratzenauflagen, Kissen und ähnliche gepolsterte Einrichtungsgegenstände / Leuchten und Beleuchtungskörper, Leuchtschilder, beleuchtete Namensschilder und dergleichen / vorgefertigte Gebäude                                                                               | 317.244                            | 4    | Italien                      | 17.171                     | 5,4 %       |
| Möbel; Bettzeug, Matratzen, Matratzenauflagen, Kissen und ähnliche gepolsterte Einrichtungsgegenstände / Leuchten und Beleuchtungskörper, Leuchtschilder, beleuchtete Namensschilder und dergleichen / vorgefertigte Gebäude                                                                               | 317.244                            | 5    | Mexiko                       | 12.784                     | 4,0 %       |
| |                                    |      |                              |                            |             |
| Spielzeug, Spiele und Sportgeräte sowie Teile und Zubehör davon | 179.084                            | 1    | Volksrepublik China          | 104.830                    | 58,5 %      |
| Spielzeug, Spiele und Sportgeräte sowie Teile und Zubehör davon | 179.084                            | 2    | Vietnam                      | 8.359                      | 4,7 %       |
| Spielzeug, Spiele und Sportgeräte sowie Teile und Zubehör davon | 179.084                            | 3    | Vereinigte Staaten           | 7.458                      | 4,2 %       |
| Spielzeug, Spiele und Sportgeräte sowie Teile und Zubehör davon | 179.084                            | 4    | Deutschland                  | 6.028                      | 3,4 %       |
| Spielzeug, Spiele und Sportgeräte sowie Teile und Zubehör davon | 179.084                            | 5    | Hongkong                     | 4.488                      | 2,5 %       |
| |                                    |      |                              |                            |             |
| Sonstige industrielle Erzeugnisse | 63.868                             | 1    | Volksrepublik China          | 26.839                     | 42,0 %      |
| Sonstige industrielle Erzeugnisse | 63.868                             | 2    | Deutschland                  | 4.425                      | 6,9 %       |
| Sonstige industrielle Erzeugnisse | 63.868                             | 3    | Vereinigte Staaten           | 2.661                      | 4,2 %       |
| Sonstige industrielle Erzeugnisse | 63.868                             | 4    | Japan                        | 2.479                      | 3,9 %       |
| Sonstige industrielle Erzeugnisse | 63.868                             | 5    | Niederlande                  | 1.905                      | 3,0 %       |
| |                                    |      |                              |                            |             |
| Kunstwerke, Sammlerstücke und Antiquitäten | 33.843                             | 1    | Vereinigte Staaten           | 11.023                     | 32,6 %      |
| Kunstwerke, Sammlerstücke und Antiquitäten | 33.843                             | 2    | Vereinigtes Königreich       | 5.776                      | 17,1 %      |
| Kunstwerke, Sammlerstücke und Antiquitäten | 33.843                             | 3    | Hongkong                     | 5.189                      | 15,3 %      |
| Kunstwerke, Sammlerstücke und Antiquitäten | 33.843                             | 4    | Schweiz                      | 2.366                      | 7,0 %       |
| Kunstwerke, Sammlerstücke und Antiquitäten | 33.843                             | 5    | Frankreich                   | 1.932                      | 5,7 %       |
| |                                    |      |                              |                            |             |
| Nicht anderweitig genannte Waren | 579.849                            | 1    | Vereinigte Staaten           | 156.746                    | 21,0 %      |
| Nicht anderweitig genannte Waren | 579.849                            | 2    | Japan                        | 57.289                     | 9,9 %       |
| Nicht anderweitig genannte Waren | 579.849                            | 3    | Deutschland                  | 54.621                     | 9,4 %       |
| Nicht anderweitig genannte Waren | 579.849                            | 4    | Volksrepublik China          | 45.926                     | 7,9 %       |
| Nicht anderweitig genannte Waren | 579.849                            | 5    | Singapur                     | 35.535                     | 6,1 %       |
| |                                    |      |                              |                            |             |
| Alle Produkte | 24.486.780                         | 1    | Volksrepublik China          | 3.593.601                  | 14,7 %      |
| Alle Produkte | 24.486.780                         | 2    | Vereinigte Staaten           | 2.062.937                  | 8,4 %       |
| Alle Produkte | 24.486.780                         | 3    | Deutschland                  | 1.658.443                  | 6,8 %       |
| Alle Produkte | 24.486.780                         | 4    | Niederlande                  | 770.307                    | 3,1 %       |
| Alle Produkte | 24.486.780                         | 5    | Japan                        | 752.072                    | 3,1 %       |

## Liste (Dienstleistungen)
Alle Daten stammen von dem Internationalen Handelszentrum (ITC) und gelten für das Jahr 2022.
| Dienstleistungskategorie                                            | Globale Exporte (in Millionen US$) | Rang | Land                         | Exporte (in Millionen US$) |
| ------------------------------------------------------------------- | ---------------------------------- | ---- | ---------------------------- | -------------------------- |
| Fertigungsdienstleistungen für materielle Waren im Eigentum Dritter | 123.721                            | 1    | Volksrepublik China          | 20.102                     |
| Fertigungsdienstleistungen für materielle Waren im Eigentum Dritter | 123.721                            | 2    | Deutschland                  | 15.282                     |
| Fertigungsdienstleistungen für materielle Waren im Eigentum Dritter | 123.721                            | 3    | Frankreich                   | 13.856                     |
| Fertigungsdienstleistungen für materielle Waren im Eigentum Dritter | 123.721                            | 4    | Niederlande                  | 10.476                     |
| Fertigungsdienstleistungen für materielle Waren im Eigentum Dritter | 123.721                            | 5    | Italien                      | 6.979                      |
|                                                                     |                                    |      |                              |                            |
| Wartungs- und Reparaturdienstleistungen                             | 90.240                             | 1    | Vereinigte Staaten           | 14.468                     |
| Wartungs- und Reparaturdienstleistungen                             | 90.240                             | 2    | Frankreich                   | 12.712                     |
| Wartungs- und Reparaturdienstleistungen                             | 90.240                             | 3    | Deutschland                  | 12.075                     |
| Wartungs- und Reparaturdienstleistungen                             | 90.240                             | 4    | Volksrepublik China          | 8.434                      |
| Wartungs- und Reparaturdienstleistungen                             | 90.240                             | 5    | Singapur                     | 7.756                      |
|                                                                     |                                    |      |                              |                            |
| Transportdienstleistungen (Luft- und Seeverkehr und weitere)        | 1.423.146                          | 1    | Volksrepublik China          | 148.761                    |
| Transportdienstleistungen (Luft- und Seeverkehr und weitere)        | 1.423.146                          | 2    | Deutschland                  | 106.380                    |
| Transportdienstleistungen (Luft- und Seeverkehr und weitere)        | 1.423.146                          | 3    | Singapur                     | 101.552                    |
| Transportdienstleistungen (Luft- und Seeverkehr und weitere)        | 1.423.146                          | 4    | Vereinigte Staaten           | 90.956                     |
| Transportdienstleistungen (Luft- und Seeverkehr und weitere)        | 1.423.146                          | 5    | Frankreich                   | 86.574                     |
|                                                                     |                                    |      |                              |                            |
| Fremdenverkehrsdienstleistungen (Tourismus)                         | 1.068.568                          | 1    | Vereinigte Staaten           | 136.869                    |
| Fremdenverkehrsdienstleistungen (Tourismus)                         | 1.068.568                          | 2    | Spanien                      | 72.891                     |
| Fremdenverkehrsdienstleistungen (Tourismus)                         | 1.068.568                          | 3    | Vereinigtes Königreich       | 68.165                     |
| Fremdenverkehrsdienstleistungen (Tourismus)                         | 1.068.568                          | 4    | Vereinigte Arabische Emirate | 61.086                     |
| Fremdenverkehrsdienstleistungen (Tourismus)                         | 1.068.568                          | 5    | Frankreich                   | 59.676                     |
|                                                                     |                                    |      |                              |                            |
| Baudienstleistungen                                                 | 95.421                             | 1    | Volksrepublik China          | 26.320                     |
| Baudienstleistungen                                                 | 95.421                             | 2    | Südkorea                     | 7.144                      |
| Baudienstleistungen                                                 | 95.421                             | 3    | Japan                        | 7.037                      |
| Baudienstleistungen                                                 | 95.421                             | 4    | Russland                     | 6.403                      |
| Baudienstleistungen                                                 | 95.421                             | 5    | Dänemark                     | 3.729                      |
|                                                                     |                                    |      |                              |                            |
| Versicherungs- und Vorsorgedienstleistungen                         | 173.795                            | 1    | Vereinigtes Königreich       | 27.640                     |
| Versicherungs- und Vorsorgedienstleistungen                         | 173.795                            | 2    | Vereinigte Staaten           | 22.668                     |
| Versicherungs- und Vorsorgedienstleistungen                         | 173.795                            | 3    | Vereinigte Arabische Emirate | 20.175                     |
| Versicherungs- und Vorsorgedienstleistungen                         | 173.795                            | 4    | Irland                       | 15.132                     |
| Versicherungs- und Vorsorgedienstleistungen                         | 173.795                            | 5    | Deutschland                  | 13.428                     |
|                                                                     |                                    |      |                              |                            |
| Finanzdienstleistungen                                              | 607.750                            | 1    | Vereinigte Staaten           | 167.726                    |
| Finanzdienstleistungen                                              | 607.750                            | 2    | Vereinigtes Königreich       | 89.451                     |
| Finanzdienstleistungen                                              | 607.750                            | 3    | Luxemburg                    | 69.086                     |
| Finanzdienstleistungen                                              | 607.750                            | 4    | Singapur                     | 39.793                     |
| Finanzdienstleistungen                                              | 607.750                            | 5    | Deutschland                  | 31.997                     |
|                                                                     |                                    |      |                              |                            |
| Zahlungen für die Nutzung von geistigem Eigentum                    | 441.917                            | 1    | Vereinigte Staaten           | 127.392                    |
| Zahlungen für die Nutzung von geistigem Eigentum                    | 441.917                            | 2    | Deutschland                  | 48.293                     |
| Zahlungen für die Nutzung von geistigem Eigentum                    | 441.917                            | 3    | Japan                        | 46.479                     |
| Zahlungen für die Nutzung von geistigem Eigentum                    | 441.917                            | 4    | Niederlande                  | 38.517                     |
| Zahlungen für die Nutzung von geistigem Eigentum                    | 441.917                            | 5    | Schweiz                      | 30.038                     |
|                                                                     |                                    |      |                              |                            |
| ITC-Dienstleistungen und Outsourcing                                | 916.487                            | 1    | Irland                       | 206.589                    |
| ITC-Dienstleistungen und Outsourcing                                | 916.487                            | 2    | Indien                       | 99.233                     |
| ITC-Dienstleistungen und Outsourcing                                | 916.487                            | 3    | Volksrepublik China          | 82.923                     |
| ITC-Dienstleistungen und Outsourcing                                | 916.487                            | 4    | Vereinigte Staaten           | 66.227                     |
| ITC-Dienstleistungen und Outsourcing                                | 916.487                            | 5    | Vereinigtes Königreich       | 42.564                     |
|                                                                     |                                    |      |                              |                            |
| Sonstige Unternehmensdienstleistungen                               | 1.667.139                          | 1    | Vereinigte Staaten           | 245.212                    |
| Sonstige Unternehmensdienstleistungen                               | 1.667.139                          | 2    | Vereinigtes Königreich       | 183.881                    |
| Sonstige Unternehmensdienstleistungen                               | 1.667.139                          | 3    | Indien                       | 120.490                    |
| Sonstige Unternehmensdienstleistungen                               | 1.667.139                          | 4    | Volksrepublik China          | 100.983                    |
| Sonstige Unternehmensdienstleistungen                               | 1.667.139                          | 5    | Deutschland                  | 98.808                     |
|                                                                     |                                    |      |                              |                            |
| Persönliche, kulturelle und freizeitbezogene Dienstleistungen       | 100.631                            | 1    | Vereinigte Staaten           | 26.829                     |
| Persönliche, kulturelle und freizeitbezogene Dienstleistungen       | 100.631                            | 2    | Malta                        | 9.851                      |
| Persönliche, kulturelle und freizeitbezogene Dienstleistungen       | 100.631                            | 3    | Schweden                     | 7.342                      |
| Persönliche, kulturelle und freizeitbezogene Dienstleistungen       | 100.631                            | 4    | Vereinigtes Königreich       | 6.768                      |
| Persönliche, kulturelle und freizeitbezogene Dienstleistungen       | 100.631                            | 5    | Kanada                       | 4.768                      |
|                                                                     |                                    |      |                              |                            |
| Staatliche und militärische Dienstleistungen                        | 77.010                             | 1    | Vereinigte Staaten           | 28.529                     |
| Staatliche und militärische Dienstleistungen                        | 77.010                             | 2    | Deutschland                  | 5.559                      |
| Staatliche und militärische Dienstleistungen                        | 77.010                             | 3    | Japan                        | 3.434                      |
| Staatliche und militärische Dienstleistungen                        | 77.010                             | 4    | Ägypten                      | 3.170                      |
| Staatliche und militärische Dienstleistungen                        | 77.010                             | 5    | Bangladesch                  | 2.604                      |
|                                                                     |                                    |      |                              |                            |
| Alle Dienstleistungen                                               | 6.949.792                          | 1    | Vereinigte Staaten           | 928.530                    |
| Alle Dienstleistungen                                               | 6.949.792                          | 2    | Vereinigtes Königreich       | 494.440                    |
| Alle Dienstleistungen                                               | 6.949.792                          | 3    | Volksrepublik China          | 424.056                    |
| Alle Dienstleistungen                                               | 6.949.792                          | 4    | Deutschland                  | 411.761                    |
| Alle Dienstleistungen                                               | 6.949.792                          | 5    | Irland                       | 355.174                    |